# Stephan-galamb
A Stephan-galamb (Chalcophaps stephani) a madarak (Aves) osztályának galambalakúak (Columbiformes) rendjébe és a galambfélék (Columbidae) családjába tartozó faj.

## Rendszerezése
A fajt Jacques Pucheran francia ornitológus írta le 1853-ban.

## Alfajai
- Chalcophaps stephani mortoni E. P. Ramsay, 1882
- Chalcophaps stephani stephani Pucheran, 1853
- Chalcophaps stephani wallacei Bruggemann, 1877[2]

## Előfordulása
Délkelet-Ázsiában, Indonézia, Pápua Új-Guinea és a Salamon-szigetek területén honos. 
A természetes élőhelye szubtrópusi és trópusi síkvidéki- és hegyi esőerdők, lombhullató erdők és mangroveerdők, valamint ültetvények és szántóföldek. Nem vonuló, de kóborló  faj.

## Megjelenése
Testhossza 25 centiméter, testtömege 118–126 gramm.

## Életmódja
Vetőmagvakkal és gyümölcsökkel táplálkozik, de valószínűleg rovarokat is fogyaszt.

## Természetvédelmi helyzete
Az elterjedési területe rendkívül nagy, egyedszáma pedig stabil. A Természetvédelmi Világszövetség Vörös listáján nem veszélyeztetett fajként szerepel.

## Külső hivatkozások
- Képek az interneten a fajról
- Xeno-canto.org - a faj hangja és elterjedési területe